# Loiret
Departamentul Loiret este un departament francez situat în regiunea Centre-Val de Loire. INSEE și La Poste îi atribuie codul 45. Prefectura sa este Orléans, care este, de asemenea, capitala regiunii.
Situat la aproximativ 100 sud de Paris, departamentul își trage numele de la râul Loiret.

## Geografie

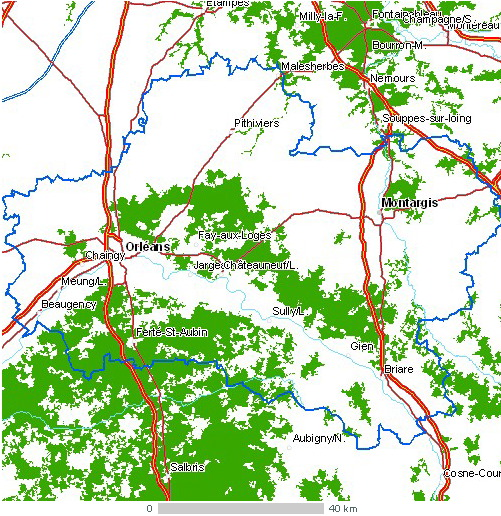
Hartă a spațiului forestier din Loiret

Departamentul Loiret aparține, alături de Loir-et-Cher și Eure-et-Loir, fostei provincii istorice Orléanais. Astăzi, face parte din regiunea Centre-Val de Loire.
Se învecinează cu departamentele Essonne, Seine-et-Marne, Yonne, Nièvre, Cher, Loir-et-Cher și Eure-et-Loir.
Include patru zone urbane: Gien, Montargis, Orléans și Pithiviers.

## Relief
Loiret este un departament relativ plat, cu o altitudine medie de aproximativ 100 m, situat în jumătatea sudică a Bazinului Parisian. Altitudinea maximă atinge 273 m, iar cea minimă este de 66 m.

### Geologie
Subsolul Loiret este alcătuit exclusiv din roci sedimentare datând din Mezozoic (Cretacic), Cenozoic (Paleocen până la Pliocen) și Cuaternar. Loiretul se află într-o parte a Bazinului Parisian, unul dintre cele trei bazine sedimentare din Franța.
Regiunile naturale ale Loiretului sunt strâns legate de natura subsolului. Astfel, Valea Loarei este ocupată de aluviuni cuaternare depuse de fluviul omonim. Pădurile din Sologne și Orléans se află pe un subsol argilo-nisipos format între Miocen și Pliocen (formarea Sables et Argiles de Sologne).
Beauce, vastă regiune agricolă, prezintă la suprafață formațiunea de Calcar de Beauce (Aquitanian), alături de Marnes, calcaires et sables de l'Orléanais (Burdigalian). Aceeași formațiune de calcar apare și în vestul Gâtinais. Fertilitatea acestei regiuni agricole, considerată „grânarul Franței”, este asigurată de un strat subțire de loess (până la 1 m), depus în timpul diferitelor perioade glaciare și interglaciare din Cuaternar.
Pays Fort și estul Gâtinais (cunoscut și sub numele de „Gâtinais pauvre”) sunt caracterizate prin roci silicioase și argilo-silicioase formate în Paleocen și Eocen, prin alterare. Acestea includ silcrete și argile cu silex, dezvoltate pe calcarele cretoase din Cretacicul superior.
În regiunea Briare, s-au format marne și calcare lacustre între Eocenul mediu și Oligocen. În apropiere de Malesherbes și Augerville-la-Rivière, formațiuni nisipoase de origine marină, datând din Rupelian (parțial silicificate în gresie în timpul Cenozoicului și Cuaternarului), apar la suprafață de-a lungul văii Essonne. Aceasta este cunoscută sub numele de Sables de Fontainebleau.
Perioada Rupélian corespunde și depunerii calcarului lacustru de Étampes, care apare la vest de valea Loing. În văile Loing și Ouanne, se află calcare cretoase cu silex din Cretacicul superior (Turonian – Campanian).
Cele mai vechi roci din Loiret sunt Sables de la Puisaye (Albian – Cenomanian), întâlnite de-a lungul văii Notreure, însă ele sunt slab expuse la suprafață.

### Hidrografie
Loara traversează departamentul din sud-est spre vest. Debitul său în apropierea Orléans este în mare parte subteran, ceea ce poate provoca prăbușiri circulare ale albiei, numite bimes. Bancurile de nisip sunt instabile, ceea ce explică parțial reputația relativ periculoasă a fluviului în această regiune.
Loara străbate și alimentează mai multe orașe din departament, printre care Briare, Gien, Sully-sur-Loire, Châteauneuf-sur-Loire, aglomerația Orléans, Meung-sur-Loire și Beaugency.
Râul Loiret, un afluent a fluviului Loara, dă numele departamentului și are doar 12 kilometri lungime. Izvorăște în Parc Floral de la Source, situat în cartierul Orléans La Source.
Regiunea dintre Loara și Loiret este clasificată drept zonă inundabilă, deși ultima inundație majoră datează din secolul al XIX-lea.
Râurile Cosson, Essonne și Loing traversează, de asemenea, teritoriul departamentului.
Departamentul Loiret este hidrologic divizat în două: nordul și nord-estul fac parte din bazinul hidrografic al Senei, în timp ce sudul și sud-estul aparțin bazinului hidrografic al Loarei.
Patru canale traversează departamentul: canalul Orléans, canalul Briare, canalul lateral la Loara și canalul Loing.

### Regiuni naturale
Departamentul Loiret cuprinde șapte regiuni naturale:
- Valea Loarei – formată dintr-o zonă de aproximativ zece kilometri de aluviuni situată de-a lungul fluviului Loara; este clasificată în patrimoniul mondial UNESCO începând de la Sully-sur-Loire.
- Beauce – un platou calcaros situat la nord-vest de Loara.
- Gâtinais – situat în estul departamentului, în jurul orașului Montargis; relieful este mai accidentat, cu sol calcaros în partea de vest și argilos spre est.
- Puisaye – situată între Berry și Gâtinais.
- Forêt d'Orléans – situată la nord de Loara și la sud de Beauce.
- Sologne – o vastă zonă mlăștinoasă și împădurită, care ocupă mare parte din sudul departamentului.
- Berry – situat în extremitatea sud-estică a departamentului.

Loiretul găzduiește o rezervație naturală națională, Rezervația naturală națională Saint-Mesmin.

### Climă
În Loiret, climatul este temperat, de tip oceanic degradat, caracterizat prin ierni blânde și ploioase și veri răcoroase și relativ umede. Temperatura medie anuală este de 10-11 °C.
Precipitațiile sunt distribuite uniform pe tot parcursul anului, cu un ușor vârf în luna mai. Perioada de insolație maximă este observată în iulie.
Influența oceanică este predominantă în climatul Loiretului. Totuși, comparativ cu coasta atlantică, situată la peste 400 km, iernile sunt puțin mai reci, verile puțin mai calde, precipitațiile mai reduse, iar vânturile mai slabe.

### Transporturi

#### Transportul rutier
Partea de vest a departamentului este traversată de două importante autostrăzi radiale:
- Autostrada A10 – care leagă Orléans de Tours și Bordeaux.
- Autostrada A71 – care se îndreaptă spre Clermont-Ferrand și Toulouse (prin A20), despărțindu-se de A10 în apropiere de Orléans.

Datorită volumului ridicat de trafic din zona Orléans (60.000 de vehicule/zi în 2019), Vinci Autoroutes a demarat lucrări pentru lărgirea acestei secțiuni la 2x4 benzi, față de configurația actuală de 2x3 benzi.
Deși A10 nu traversează direct nucleul aglomerației Orléans, o șosea rapidă (fosta autostradă A701) asigură legătura între autostradă și prefectura departamentului.
Autostrada A6 (Paris – Lyon) traversează doar pentru o scurtă porțiune departamentul Loiret, iar autostrada A77 asigură principala legătură rutieră în estul departamentului, deservind orașele Montargis, Gien și Briare.
Autostrada A19 traversează departamentul de la est la vest din 2009. Destinată în principal traficului de lungă distanță, face parte din marea centură de ocolire a Parisului. Pentru legăturile regionale, A19 este coompletată de tangenta Orléansului (fosta RN 60), o șosea departamentală cu 2x2 benzi, care permite ocolirea zonei de nord a Loarei, în jurul metropolei orléaneze, continuând spre Châteauneuf-sur-Loire. Aceasta este configurată ca o șosea rapidă (cu benzi, ieșiri, intrări și semnalizare specifice), dar este complet gratuită. După Châteauneuf-sur-Loire, fosta RN 60 devine o șosea cu 2x1 benzi, dar nu mai traversează niciun sat până la Montargis.

#### Transport feroviar

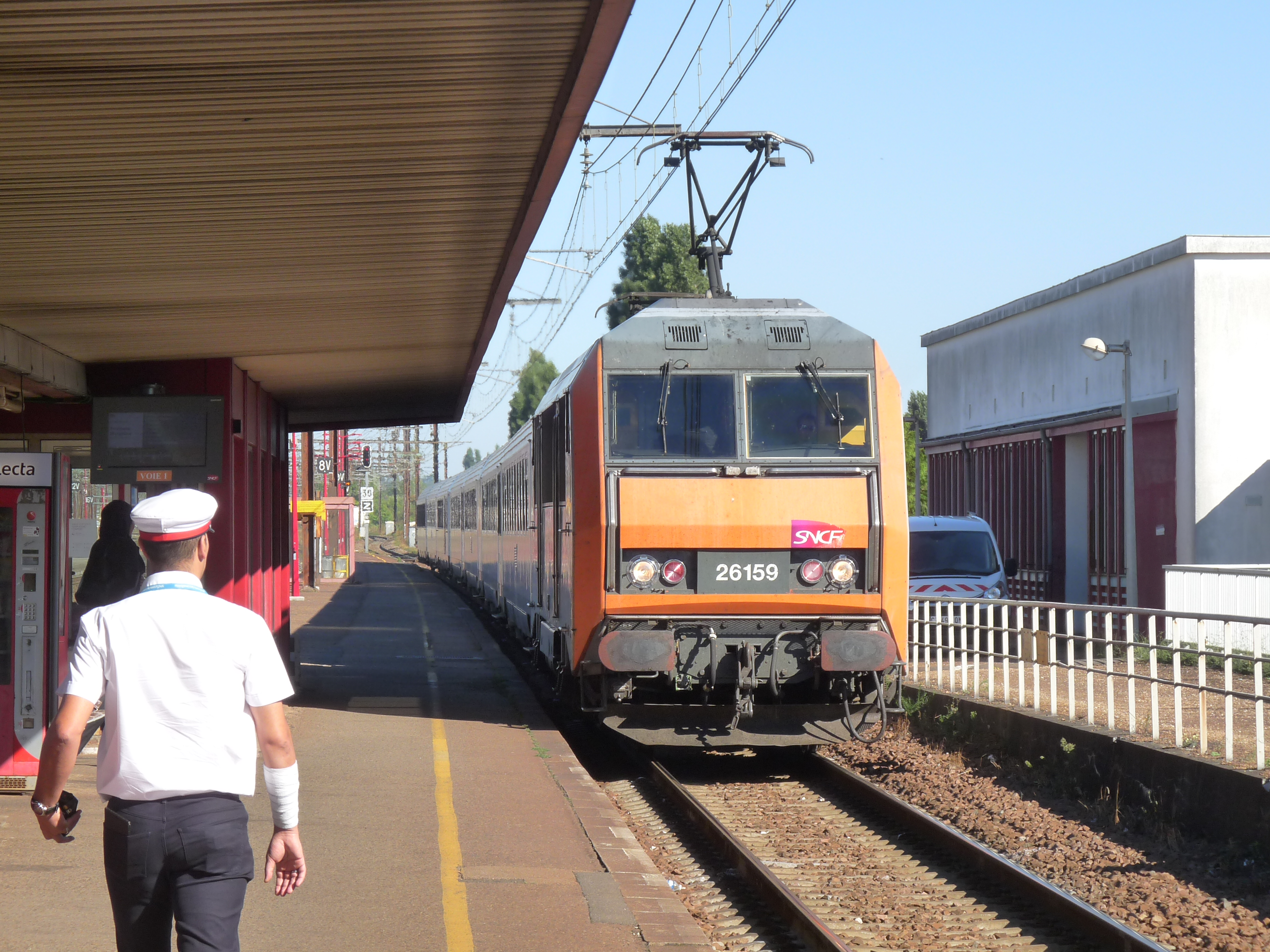
Un tren Intercités tractat de o locomotivă BB 26000 în 2016, în gara Les Aubrais.

Cele două gări din aglomerația Orléans, Orléans și Les Aubrais, împreună cu Montargis, sunt cele trei principale gări de călători din departament.
Departamentul este traversat de trei axe feroviare principale, electrificate și cu dublă linie (sau mai multe), dintre care două trec prin aglomerația Orléans:
- Paris – Orléans – Tours (linia Paris-Austerlitz – Bordeaux-Saint-Jean).
- Orléans – Vierzon – Limoges – Toulouse (linia Les Aubrais-Orléans – Montauban-Ville-Bourbon).
- Paris – Montargis – Gien – Nevers – Clermont-Ferrand (linia Moret – Veneux-les-Sablons – Lyon-Perrache).

Gara Malesherbes este situată la extremitatea sudică a unui al patrulea ax feroviar, pe care circulă linia D a RER din Île-de-France.
Mai multe linii cu o singură cale, neelectrificate, sunt de asemenea utilizate pentru traficul de marfă, în special pentru transportul cerealelor.
Aceste linii sunt deservite în principal de trenurile TER Centre-Val de Loire (Rémi Train) și de rețeaua Transilien. Doar câteva trenuri Intercités și Ouigo Train Classique opresc în gara Les Aubrais.

#### Transport fluvial
Singurele căi navigabile din departamentul Loiret sunt canalul Loing, canalul Briare și canalul lateral la Loara. Împreună, acestea formează o legătură între Sena (la nord) și Nivernais (la sud), via Montargis și Nevers.
Având gabaritul Freycinet (clasa I), aceste canale sunt utilizate în principal pentru navigația de agrement. Portul Briare este principalul port de agrement al departamentului.

#### Transport aerian
Loiret, datorită proximitații față de aeroporturile din Île-de-France, nu este deservit de linii aeriene regulate. Aeroportul Orléans Loire-Valley, situat la Saint-Denis-de-l'Hôtel, este destinat în principal aviației de afaceri și transportului de marfă.
Acesta este utilizat și pentru aviația ușoară de agrement și turism, la fel ca și aerodromurile din:
- Briare - Châtillon (situat la Briare),
- Montargis - Vimory (situat la Vimory),
- Pithiviers (situat la Pithiviers-le-Vieil).

## Istorie
Istoria departamentului Loiret, ca entitate administrativă, începe la 22 decembrie 1789 printr-un decret al Adunării Constituante, care intră în vigoare câteva luni mai târziu, la 4 martie 1790. Acesta este format dintr-o parte a vechilor provincii Orléanais și Berry. Însă istoria teritoriului departamentului Loiret este mult mai veche.
Numeroase situri atestă o locuire foarte veche pe actualul teritoriu al Loiretului, unde oamenii au trăit încă din Paleolitic. Triburile celtice ale Carnuților și Éduilor s-au stabilit în regiune în timpul perioadei La Tène, dezvoltând meșteșuguri și comerț. Romanizarea, care a urmat războiului galic, s-a desfășurat rapid și a permis, în special, dezvoltarea unei rețele de drumuri în jurul orașului Cenabum, apariția unor așezări secundare și a unor orașe termale, precum Sceaux-du-Gâtinais, dar și a unor ferme și villae în zonele rurale.
În jurul anului 451, hunii invadează regiunea, dar sunt respinși în fața Orléans. Apoi, francii ajung până la Loara. Clovis, devenit creștin, intră în Orléans, care, la moartea sa, devine capitala unui regat franc al cărui prim rege este Chlodomer. Urmează o perioadă de pace și prosperitate sub domnia lui Carol cel Mare. Până la Ludovic al VII-lea, Orléans este considerat o capitală importantă. Treptat, regii își extind domeniul: succesiv, Gâtinais, senioria Montargis, comitatul Gien și senioria Beaugency sunt anexate coroanei. În regiune au avut loc patru încoronări regale, în anii 848, 879, 987 și 1108.
În secolele XIV și XV, Războiul de 100 de Ani depopulează și ruinează satele; conflictul se încheie în regiune prin asediul Orléans-ului și victoria de la Patay, obținută datorită intervenției Ioanei d'Arc. Secolul al XVI-lea este marcat de o renaștere arhitecturală și literară, dar și de Reforma Protestantă, în timpul căreia Orléans devine un bastion al protestantismului, culminând cu masacrul din Noaptea Sfântului Bartolomeu în 1572. În secolul al XVII-lea se desfășoară mari lucrări de infrastructură, precum canalul de Briare, canalul de Orléans și primele diguri de-a lungul Loarei. Acestea sunt urmate în secolul al XVIII-lea de alte proiecte, printre care podul George-V din Orléans. Teritoriul actualului departament Loiret făcea parte atunci din generalitatea Orléansului, creată în 1558.
După foametea de la sfârșitul secolului al XVIII-lea, Revoluția Franceză aduce mari speranțe, odată cu crearea unui nou cadru administrativ – departamentul. Secolul al XIX-lea este marcat de o succesiune de regimuri politice și, începând cu cel de-al Doilea Imperiu, de o perioadă de prosperitate economică bazată pe producția agricolă – cereale în Beauce, viță-de-vie în valea Loarei – și pe dezvoltarea mijloacelor de transport, în special navigația pe Loara. Ulterior, calea ferată și noile industrii contribuie la această evoluție.
Primul Război Mondial, urmat de cel de-al Doilea Război Mondial, afectează grav departamentul, care, ocupat, devine și un important centru al rezistenței. Cinci orașe suferă distrugeri majore: Orléans, Gien, Sully-sur-Loire, Châteauneuf-sur-Loire și Saint-Denis-de-l'Hôtel. După perioada de reconstrucție, Loiret, situat la porțile Parisului, este unul dintre departamentele care beneficiază cel mai mult de marile transformări. Populația sa crește cu 19%. Datorită dezvoltării unei rețele moderne de comunicații și avantajelor descentralizării, Loiret atrage numeroase întreprinderi, în special în domeniul tehnologiilor de vârf, înainte de a resimți efectele crizei economice de la începutul secolului XXI.

## Demografie
În 2022, departamentul avea o populație de 687 063 de locuitori, înregistrând o creștere de +1,89 % față de 2016 (Franța fără Mayotte: +2,11 %).
| An        | 1801    | 1826    | 1846    | 1866    | 1886    | 1906    | 1931    | 1962    | 1990    | 2006    | 2014    | 2022    |
| --------- | ------- | ------- | ------- | ------- | ------- | ------- | ------- | ------- | ------- | ------- | ------- | ------- |
| Populație | 286 050 | 304 228 | 331 633 | 357 110 | 374 875 | 364 999 | 342 679 | 389 854 | 580 612 | 645 325 | 688 098 | 687 063 |